# As pik
As pik (tyt. oryg. As pik - loša sudbina) – czarnogórski film z roku 2012 w reżyserii Draško Đurovicia.

## Fabuła
Akcja filmu rozgrywa się w latach 90. XX w. Do małego miasta w Czarnogórze powraca Beli, który w czasie wojny w Jugosławii należał do paramilitarnej formacji Cienie (Sjenke), biorącej udział w egzekucjach cywilnej ludności. Jego młodszy brat Kent zarabia na życie dotrzymując towarzystwa żonom bogatych biznesmenów. Życie Kenta zmienia się, kiedy poznaje Sanję, uciekinierkę z Sarajewa. Do miasta docierają także byli żołnierze Cieni. Poszukują Beliego, który posiada nagrania wideo egzekucji przeprowadzanych w czasie wojny.

## Nagrody i wyróżnienia
Premiera filmu miała miejsce na Festiwalu Filmowym w Hercegu Novim, gdzie film zdobył wyróżnienie. As pik został zgłoszony w 2013 jako czarnogórski kandydat do nagrody Amerykańskiej Akademii Filmowej w kategorii najlepszego filmu nieanglojęzycznego, ale nie uzyskał nominacji.

## Obsada
- Predrag Bjelac jako Beli
- Danilo Čelebić jako Kent
- Jelena Simić jako Sanja
- Rastko Janković
- Vojislav Krivokapić
- Michael Madsen
- Milica Milsa
- Miro Nikolić
- Momcilo Otasević
- Marta Picurić
- Momo Picurić
- Branimir Popović
- Branka Stanić
- Slavko Klikovac
- Mladen Nelević
- Ana Vujošević
- Dragan Račić